# Java Persistence Query Language
A Java Persistence Query Language (JPQL) egy platformfüggetlen objektumorientált lekérdező nyelv amelyet a Java Persistence API specifikál.
A JPQL használatával entitásokat tároló relációs adatbázison végezhetünk műveleteket. Szintaktikáját tekintve nagyon hasonlít az SQL-re, de a lekérdezésekben táblák és attribútumok helyett osztályokra és azok property-jeire hivatkozunk. A JPQL lekérdezések nem közvetlenül az adatbázisnak szólnak, az ORM technika segítségével lesznek belőlük valódi SQL lekérdezések.
Az objektumok lekérdezése mellett (SELECT utasítás), a JPQL támogatja a csoportos UPDATE és DELETE utasításokat is.

## Példák
Tegyük fel, hogy a következő entitásokat megvalósító osztályaink vannak (a getter és setter metódusokat elhagytuk az egyszerűség kedvéért):
```
@Entity

public
 
class
 
Szerzo
 
{

    
@Id

    
private
 
Integer
 
azonosito
;

    
private
 
String
 
vezetekNev
;

    
private
 
String
 
keresztNev
;

    

    
@ManyToMany

    
private
 
List
<
Konyv
>
 
konyvek
;

}

@Entity

public
 
class
 
Konyv
 
{

    
@Id

    
private
 
Integer
 
azonosito
;

    
private
 
String
 
cim
;

    
private
 
String
 
isbn
;

    

    
@ManyToOne

    
private
 
Kiado
 
kiado
;

    

    
@ManyToMany

    
private
 
List
<
Szerzo
>
 
szerzok
;

}

@Entity

public
 
class
 
Kiado
 
{

    
@Id

    
private
 
Integer
 
id
;

    
private
 
String
 
nev
;

    
private
 
String
 
cim
;

    
@OneToMany
(
mappedBy
 
=
 
"kiado"
)

    
private
 
List
<
Konyv
>
 
konyvek
;

}

```

Ekkor a következő lekérdezés segítségével kaphatjuk meg az összes szerzőt ábécé sorrendben:
```
SELECT
 
a
 
FROM
 
Szerzo
 
a
 
ORDER
 
BY
 
a
.
vezetekNev
,
 
a
.
keresztNev

```

Azon szerzők listájához akiknek jelent meg művük az XYZ Kiadónál a következő lekérdezést kell végrehajtanunk:
```
SELECT
 
DISTINCT
 
a
 
FROM
 
Szerzo
 
a
 
INNER
 
JOIN
 
a
.
konyvek
 
b
 
WHERE
 
b
.
kiado
.
nev
 
=
 
'XYZ Kiado'

```

A JPQL támogatja a dinamikus paramétereket amelyek kettősponttal kezdődnek (:). Így például írhatunk egy metódust, amely a paraméterként kapott keresztnévvel rendelkező szerzőket kéri le az adatbázisból:
```
import
 
javax.persistence.EntityManager
;

import
 
javax.persistence.Query
;

import
 
org.apache.commons.lang.StringUtils
;

...

@SuppressWarnings
(
"unchecked"
)

public
 
List
<
Author
>
 
getAuthorsByLastName
(
String
 
kerNev
)
 
{

    
String
 
queryString
 
=
 
"SELECT a FROM Szerzo a "
 
+

                         
"WHERE :keresztNevParam IS NULL OR LOWER(a.keresztNev) = :keresztNevParam"
;

    
Query
 
query
 
=
 
getEntityManager
().
createQuery
(
queryString
);

    

    
query
.
setParameter
(
"keresztNevParam"
,
 
StringUtils
.
lowerCase
(
kerNev
));

    
return
 
query
.
getResultList
();

}

```

## Hibernate Query Language
A JPQL alapja a Hibernate Query Language (HQL), amely egy korábbi nem-szabványos lekérdező nyelv a Hibernate programkönyvtárból.
A Hibernate és a HQL korábbi mint a JPA, az csak egy részhalmazát specifikálja a HQL-nek.

## Külső hivatkozások
- Full Query Language Syntax from The Java EE 5 Tutorial
- JPA Queries and JPQL - a chapter of the ObjectDB Manual